# Seznam avstrijskih novinarjev
Seznam avstrijskih novinarjev.

## B
- Otto Basil
- Egon Friedell

## F
- Alfred Hermann Fried

## I
- Ludwig Issleib

## J
- Robert Jungk

## K
- Rudolf Kalmar mlajši
- Rudolf Kalmar starejši
- Egon Erwin Kisch
- Anton Kuh

## L
- Léo Lania
- Käthe Leichter
- Guido von List

## M
- Soma Morgenstern
- Frederic Morton

## N
- Günther Nenning

## R
- Gustav Renker

## S
- Leopold von Sacher-Masoch
- Moritz Gottlieb Saphir
- Jura Soyfer
- Fritz Spiegl
- Hilde Spiel

## V
- Johann Nepomuk Vogl

## Z
- Helmut Zilk